# Macrolactonización de Corey–Nicolaou
La macrolactonización de Corey-Nicolaou es un método de síntesis orgánica en la que se forman lactonas de más de 6 miembros. Fue desarrollado por los químicos Elias James Corey y K. C. Nicolaou.
La reacción de macrolactonización se lleva a cabo con 2,2'-dipiridildisulfuro y trifenilfosfina. El paso de ciclación generalmente requiere una temperatura alta. Posteriormente se descubrió que la adición de sales de plata (por ejemplo, AgBF4) para la activación del piridiltioéster acelera dramáticamente la reacción.
Este método proporciona el primer método para preparar lactonas de tamaño mediano a grande. Anteriormente, la lactonización intramolecular superaba a la intermolecular incluso a bajas concentraciones. Una gran ventaja de esta reacción es que se realiza en condiciones neutras que permiten la presencia de grupos funcionales lábiles con ácidos y bases. Hasta la fecha, se han sintetizado con éxito anillos de 7 a 48 miembros utilizando este método.
La reacción se produce en presencia de 2,2'-dipiridil disulfuro y trifenilfosfina. La reacción generalmente se somete a reflujo en un disolvente no polar tal como benceno. El mecanismo comienza con la formación del éster 2-piridinotiol (esquema 19). La transferencia de protones proporciona un intermedio dipolar en el que el alcóxido nucleófilo ataca el centro electrofílico de carbonilo, proporcionando un intermedio tetraédrico que produce el producto de macrolactona. Uno de los primeros ejemplos de este protocolo se aplicó a la síntesis total de zearalenona.